# Jannik Inselkammer
Jannik Inselkammer (* 25. Oktober 1968; † 24. März 2014 in Revelstoke, British Columbia, Kanada) war ein deutscher Unternehmer und Mitinhaber der Augustiner-Bräu in München.

## Biografie
Sein Vater war der Münchner Brauunternehmer Hans Inselkammer, ein Cousin von Franz Inselkammer, dem Besitzer der Brauerei Aying, und von Peter Inselkammer, dem Wirt der Gaststätte Platzl in München.
Inselkammer studierte Wirtschaftswissenschaften und wurde 1999 an der Universität Siegen mit einer Arbeit über das Distributionsmanagement in der US-amerikanischen Brauwirtschaft promoviert. 1996 erwarb Jannik Inselkammer mit 77 % die Aktienmehrheit an Hasen-Bräu. Inselkammer war von 1997 bis 2003 Geschäftsführer der familieneigenen Brauereien Tucher Bräu und ab 1997 ebenfalls von Lederer Bräu, beide in Nürnberg.
Inselkammer war persönlich haftender geschäftsführender Gesellschafter der Augustiner-Bräu. Er hielt 35 % der Anteile direkt über die Familie; 51 % hält die Edith-Haberland-Wagner Stiftung.
Inselkammer war Geschäftsführer weiterer Unternehmen wie Inka AG für Beteiligungen in München und CS Metallbau in Burkau. Er war 2. Vorsitzender des Vereins Münchener Brauereien e. V. und im Beirat des Bayerischen Brauerbunds.
Am 24. März 2014 starb Jannik Inselkammer beim Heliskiing an den Selkirk Mountains im kanadischen Revelstoke, nachdem er von einer Lawine verschüttet worden war. Die Trauerfeier fand fünf Tage später in der Münchner St.-Michaels-Kirche statt.

## Schriften
- Führungsorganisation und Führungsverhalten in partnerschaftlichen vertikalen Kooperationen. Dissertation. Universität Siegen 1999. Kovač, Hamburg 1999, ISBN 3-86064-977-9.